# اقدامات رافع مسئولیت (حقوق)
اقدامات رافع مسئولیت (به انگلیسی: Safe Harbor) بیانگر شرایطی در یک قانون یا مقررات است که مشخص می‌کند در صورت تحقق آن شرایط یک رفتار خاص نقض یک قاعده تلقی نمی‌شود. این رفع مسئولیت معمولاً در ارتباط با رعایت یک استاندارد کلی داده می‌شود. در مقابل، "مسئولیت بلا شرط"(unsafe harbors) توصیفگر رفتاری است که نقض قانون تلقی خواهد شد. در واژه‌نامه وبستر رفع مسئولیت مشروط به چیزی (مثلاً عبارت قانونی یا مقرراتی) گفته می‌شود که باعث حفاظت (مثلاً از جریمه یا مسئولیت قانونی) می‌شود. در واژه‌نامه کمبریج به قانونی گفته می‌شود که شرکتی را بابت نتایج اقداماتی که اتخاذ کرده یا بیانیه‌هایی که صادر کرده و اعتقاد داشته‌است که درست هستند از مسئولیت حقوقی حفاظت می‌کند.